# Burgstall Hahnenburg
Der Burgstall Hahnenburg ist eine abgegangene Spornburg, die 240 m westsüdwestlich von Mitterauerbach und 1975 m südöstlich von Unterauerbach gelegen ist; beide Ortschaften gehören zur oberpfälzischen Gemeinde Schwarzach bei Nabburg im Landkreis Schwandorf in Bayern. Während die Orte Mitter- und Unterauerbach im Urbar des Klosters Walderbach vom 11. Oktober 1249 genannt werden, fehlen über diese Burg weitere geschichtliche oder archäologische Informationen, sie wird grob als mittelalterlich datiert. Die Anlage wird als Bodendenkmal unter der Aktennummer D-3-6639-0019 im Bayernatlas als „mittelalterlicher Burgstall "Hahnenburg"“ geführt. Der Burgstall ist auch unter den Bodendenkmälern von Neunburg vorm Wald  mit der Bezeichnung D-3-6639-0019 eingetragen.
Entlang des Auerbachs liegen die Orte Ober-, Mitter- und Unterauerbach. Von Mitterauerbach aus liegen drei Höfe mit dem Burgstall am westlichen Talrand des Auerbachtales. Der Burgstall bildet die Spitze eines von Westen auf Mitterauerbach vorstoßenden Höhenrückens. Er fällt nach Nordosten bis Osten steil etwa 5 m gegen den Talboden ab. Zum Rückland und dem dortigen Bergstephlbauernhof bildet die Burgfläche nur eine geringe Stufe. Der früher deutlich erkennbare Graben wurde 1921 durch die Anlage eines Kellers im Burghügel, durch die Errichtung eines Stallgebäudes und später eines neuen Wohnhauses (Haus Nr. 6) aufgefüllt. Der Burghügel ist heute nur schwer erkennbar, er scheint aber gerundet quadratisch gewesen zu sein mit einem oberen Durchmesser von etwa 13 m. Der Flurname „Hahnenburg“ hat sich noch erhalten.